# Станіслав Манолев
Станісла́в Мано́лев (болг. Станислав Манолев, нар. 16 грудня 1985, Благоєвград) — болгарський футболіст, півзахисник.

## Клубна кар'єра
Народився 16 грудня 1985 року в місті Благоєвград. Вихованець футбольної школи місцевого клубу «Пірін». Дорослу футбольну кар'єру розпочав 2003 року в основній команді того ж клубу, в якій провів два сезони, взявши участь у 25 матчах чемпіонату.
Своєю грою за цю команду привернув увагу представників тренерського штабу клубу «Літекс», до складу якого приєднався 2005 року. Відіграв за команду з Ловеча наступні чотири сезони своєї ігрової кар'єри. Більшість часу, проведеного у складі «Літекса», був основним гравцем команди. Протягом 2006 року знову захищав кольори команди клубу «Пірін» (Благоєвград), куди був переданий в оренду.
До складу нідерландського ПСВ приєднався 2009 року. Наразі встиг відіграти за команду з Ейндговена 74 матчі в національному чемпіонаті.

## Виступи за збірні
Протягом 2005–2007 років залучався до складу молодіжної збірної Болгарії. На молодіжному рівні зіграв у 4 офіційних матчах.
У 2008 році дебютував в офіційних матчах у складі національної збірної Болгарії. Відтоді провів у формі головної команди країни 26 матчів, забивши 2 голи.

## Титули і досягнення
- Володар Кубка Болгарії (2):

Литекс: 2007-08, 2008-09
- Володар Кубка Нідерландів (1):

ПСВ: 2011-12
- Володар Суперкубка Нідерландів (1):

ПСВ: 2012
- Чемпіон Болгарії (2):

Лудогорець: 2018-19, 2019-20
- Володар Суперкубка Болгарії (1):

Лудогорець: 2019